# The Goddess Bunny (película)
The Goddess Bunny es una película independiente de 1994, filmada por el director estadounidense Nick Bougas. La cinta fue distribuida por Wavelength Videos en formato VHS y NTSC. La protagonizan la actriz transgénero The Goddess Bunny, John Aes-Nihil, The Cosmic Danielle y Glen Meadmore.
Está clasificada como R ("restringido"; cualquier persona menor de 17 años tiene que estar acompañada de un padre o un guardián adulto) debido a la temática y contenido del filme.
- Frase comercial: Viaje por el Underground de Hollywood con la Reina de la Escena. ("Tour Hollywood's Underground with the Queen of the Scene").

## Argumento
La película muestra un viaje por el underground gay de Los Ángeles, California. La escena de un club nocturno donde se presentan personalidades gay, lésbicas y transgénero es dirigida por la anfitriona de la noche: The Goddess Bunny, una mujer transgénero que baila tap dance.
Johnnie Baima, el verdadero nombre de The Goddess Bunny, cuenta historias de orgasmos y aventuras amorosas.
En entrevistas dentro de la película se revela el estigma de Johnnie Baima, sin estar "dentro del personaje" de The Goddess Bunny. Baima se revela como una persona real, al describirse como alguien que superó muchos problemas y una gran confusión. Habla desde cómo sufrió por las horribles terapias que los médicos usaron para mejorar su situación con la poliomielitis, los acosos sexuales que se le presentaron en hogares adoptivos y la violación múltiple que sufrió de parte de unos delincuentes perpetrada en una camioneta. En sí, al recorrer estos recuerdos Baima enseña la lucha contra su enfermedad limitante, sus luchas y las ganas por conseguir un lugar en la farándula como cantante, bailarina, actriz y modelo.

## Producción
La cinta recoge algunos fragmentos hechos por John Aes-Nihil en su faceta de director tales como algunos clips donde entrevistó a The Goddess Bunny en 1997.
Glen Meadmore (travesti, cantante de country, actor y amigo de Bunny) filma la famosa escena donde se le ve bailando con el paraguas.
Hay una escena con locación en el rancho Barker, oculto en Valle de la Muerte, donde los asesinos de Sharon Tate fueron capturados hace décadas.

## Música
Un segmento es amenizado con un montaje de clips de The Goddess Bunny de canciones antiguas y una de Sheena Easton.

## Controversia
Johnnie Baima se convirtió en un tema de controversia cuando una escena del documental The Goddess Bunny, que la mostraba haciendo un tap dancing, se lanzó por primera vez en 2005 en forma de un video en línea en eBaum's world y luego se volvió a cargar en YouTube. El video, con el título en español "Obedece a la morsa" o en inglés "Obey the Walrus", posteriormente se hizo viral.